# Hans von Schweinichen
Hans von Schweinichen (ur. 25 czerwca 1552 na zamku Grodziec; zm. 23 sierpnia 1616 w Legnicy) – dworzanin książąt legnickich i pamiętnikarz.

## Życie
Pochodził z bocznej gałęzi słynnego śląskiego rodu rycerzy Schweinichen, którzy mieli swoją siedzibę w zamku Świny. Do wiejskiej szkoły uczęszczał w rodzinnej posiadłości Mierczyce. Do Legnicy przybył w 1562 a do szkoły w Złotoryi uczęszczał w 1566 r. Kilka lat spędził w książęcym zamku w Legnicy jako giermek księcia Fryderyka III i chłopiec do bicia przy jego synu  Fryderyku IV. Potem towarzyszył ojcu, Georgowi von Schweinichen, dowódcy okręgu Złotoryja, w jego misji, zanim znalazł się w służbie księcia Henryka XI. W 1581 r. został aresztowany ze względu na wysokie zadłużenie. Potem żył w zamku Świny z dzierżawionych dóbr, ale udało mu się przed swoją śmiercią odzyskać Wądroże Wielkie. Po śmierci Henryka XI w 1588 r. wstąpił do służby jego młodszego brata Fryderyka IV, który zmarł 1596 r. Jako starzec sprzedał nieruchomości Wądroże Wielkie i osiadł w Legnicy, gdzie kupił dom. Schweinichen został pochowany przy kościele św. Jana Chrzciciela obok swoich piastowskich panów. Jego grób zniknął podczas budowy kościoła w XVIII w.

## Dzieła
Jego zapiski zaczynają się w 1568 r. i kończą w 1602 r. Stanowią bezpośrednie świadectwo kulturowego i historycznego czasu. Zostały opublikowane po raz pierwszy w latach 1820-22. Hans von Schweinichen napisał także biografię księcia Henryka XI.

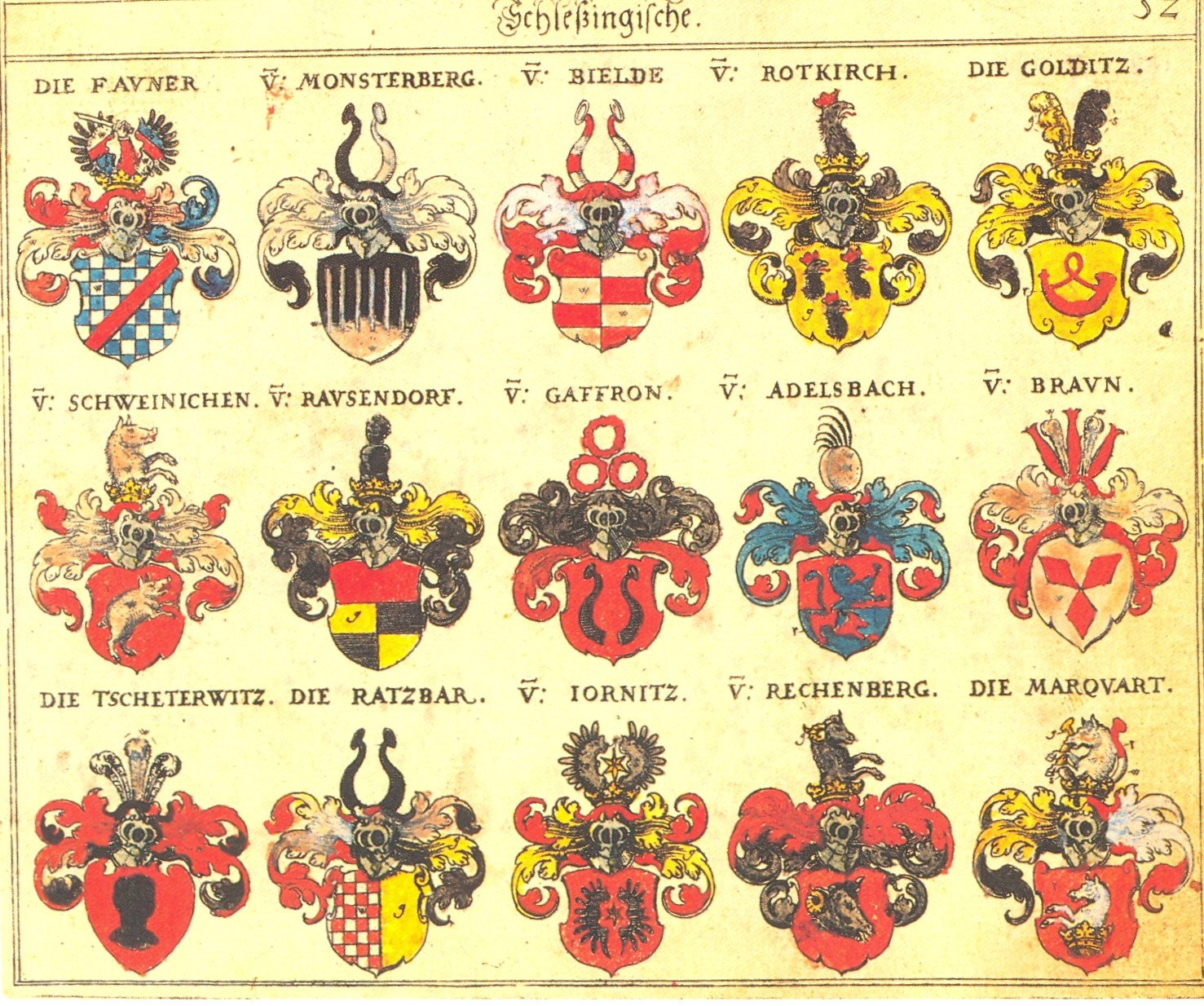
Herb von Schweinichen znajduje się w środkowym rzędzie jako pierwszy z lewej
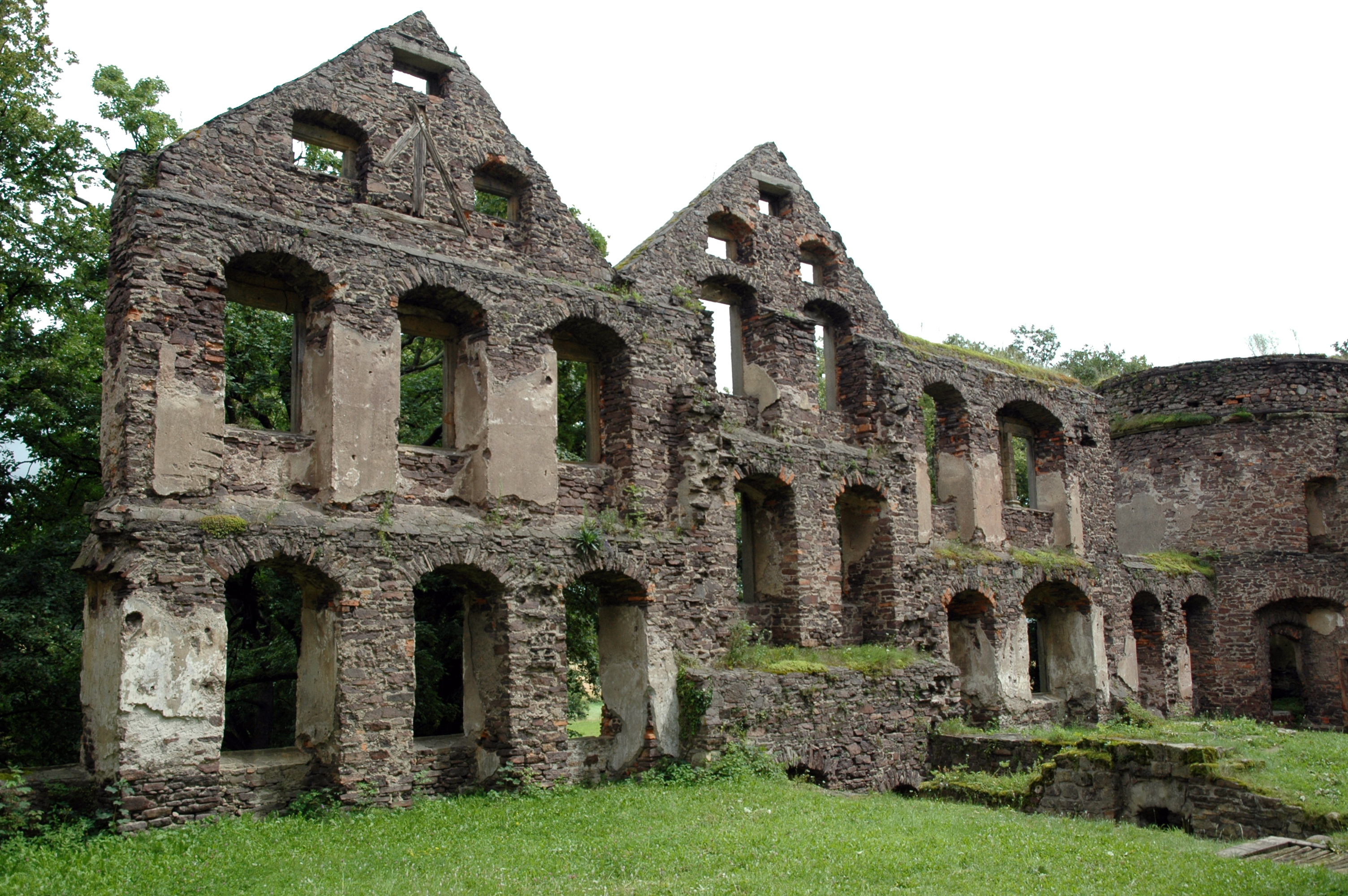
Zamek Świny
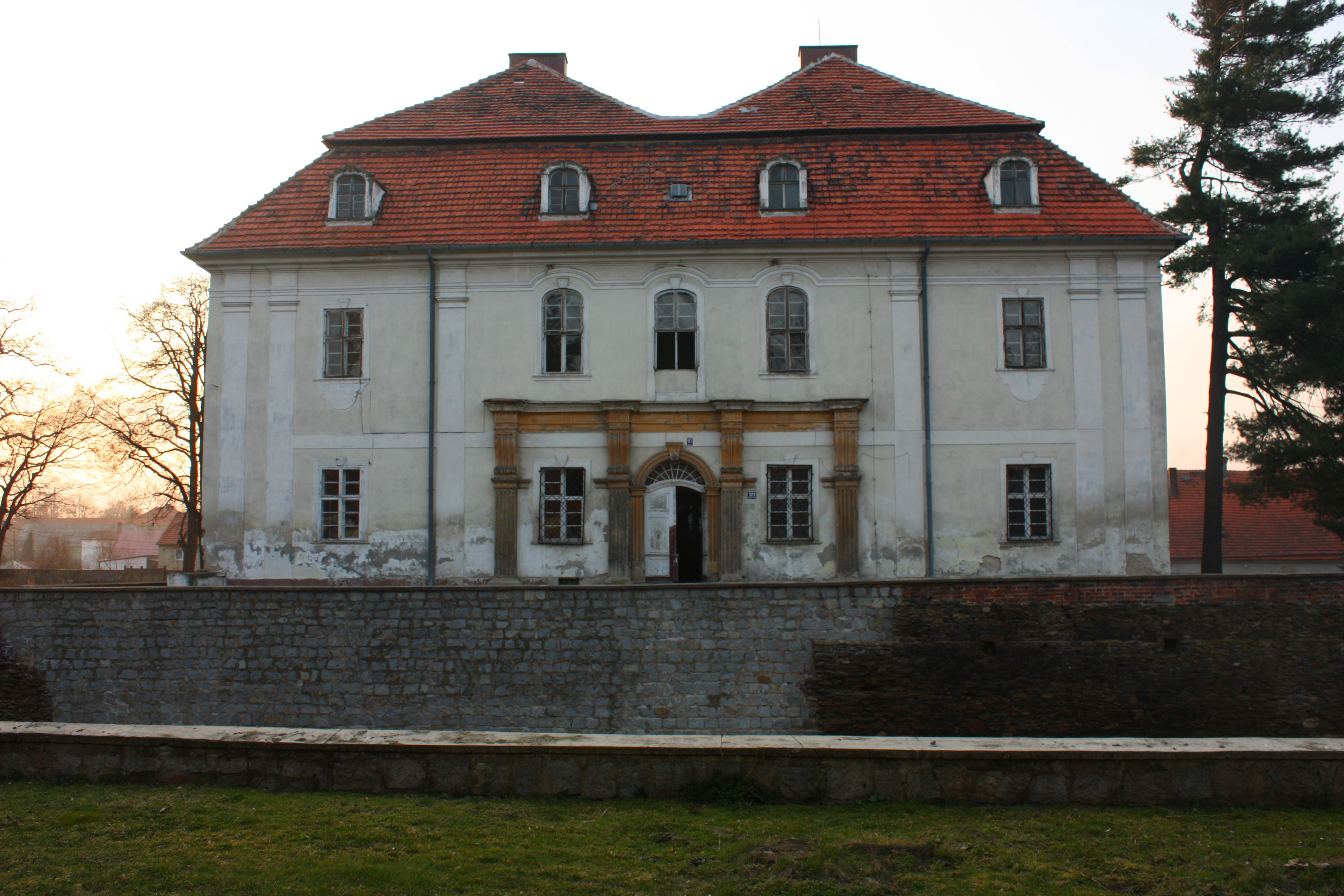
Pałac w Mierczycach